# Námaskarð

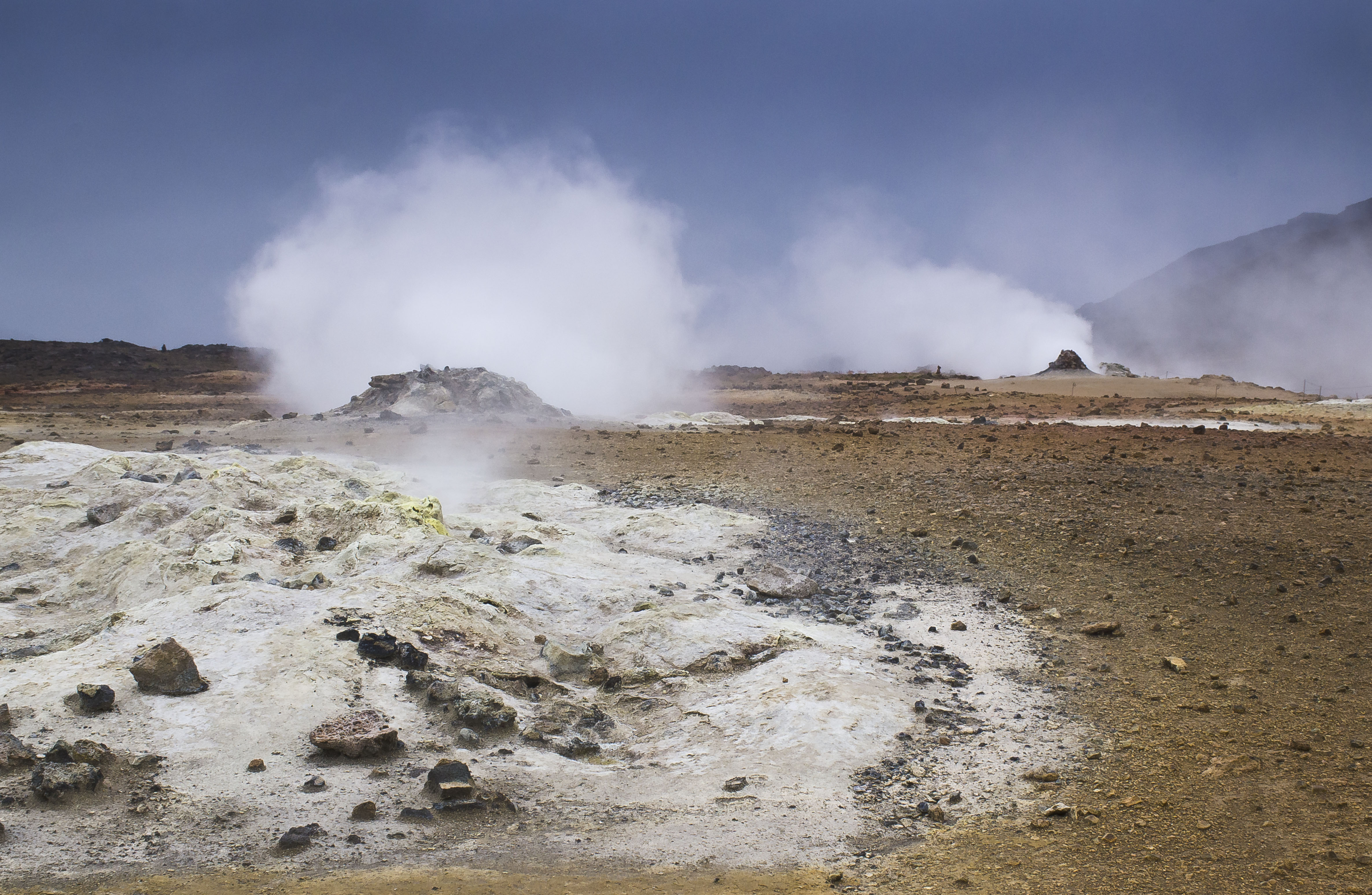
Hochtemperaturgebiet Hverarönd, Teil des Krafla-Vulkansystems

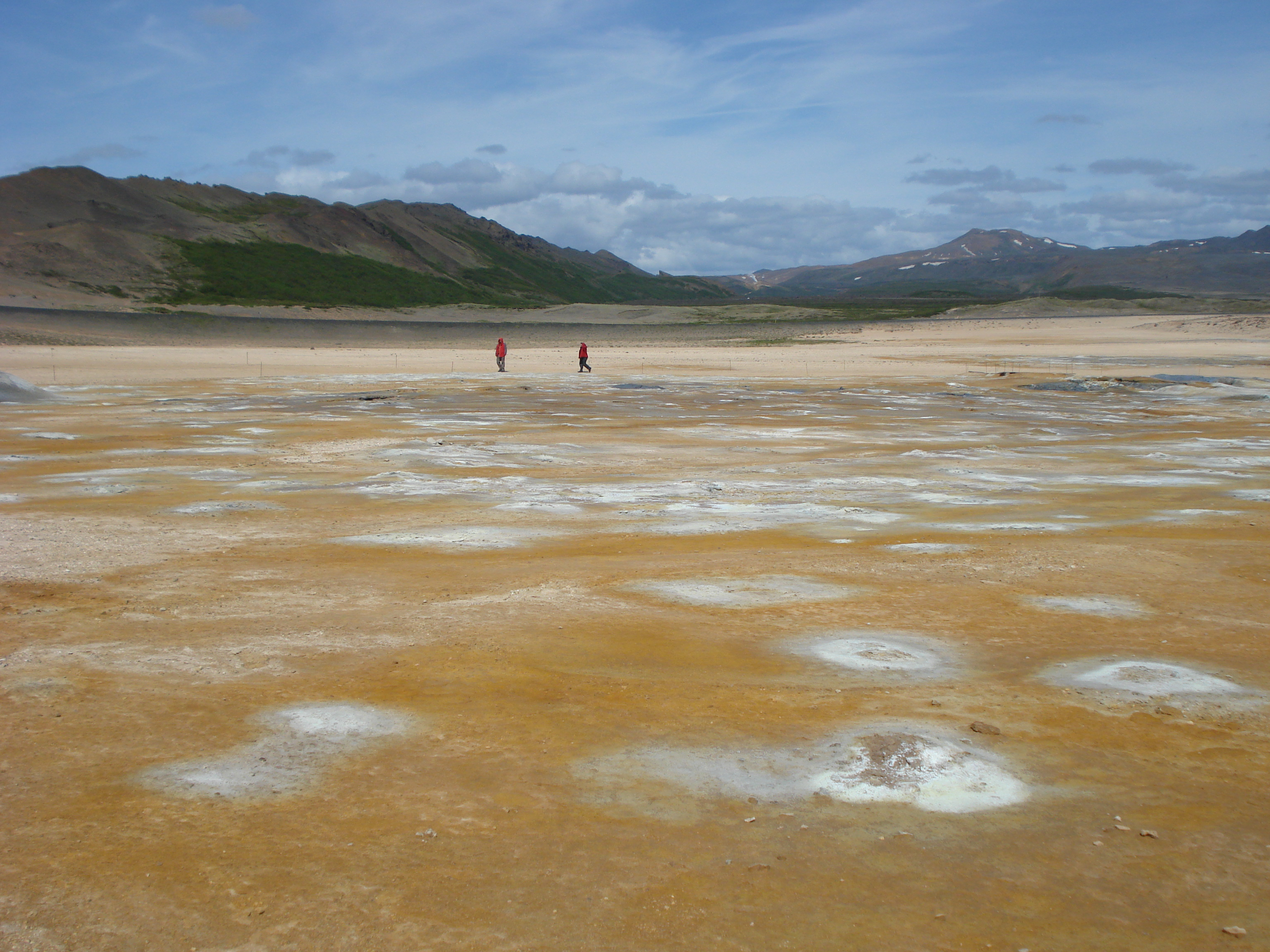
Blick über das Heißquellengebiet, im Mittelgrund die Ringstraße, rechts hinten der Zentralvulkan Krafla

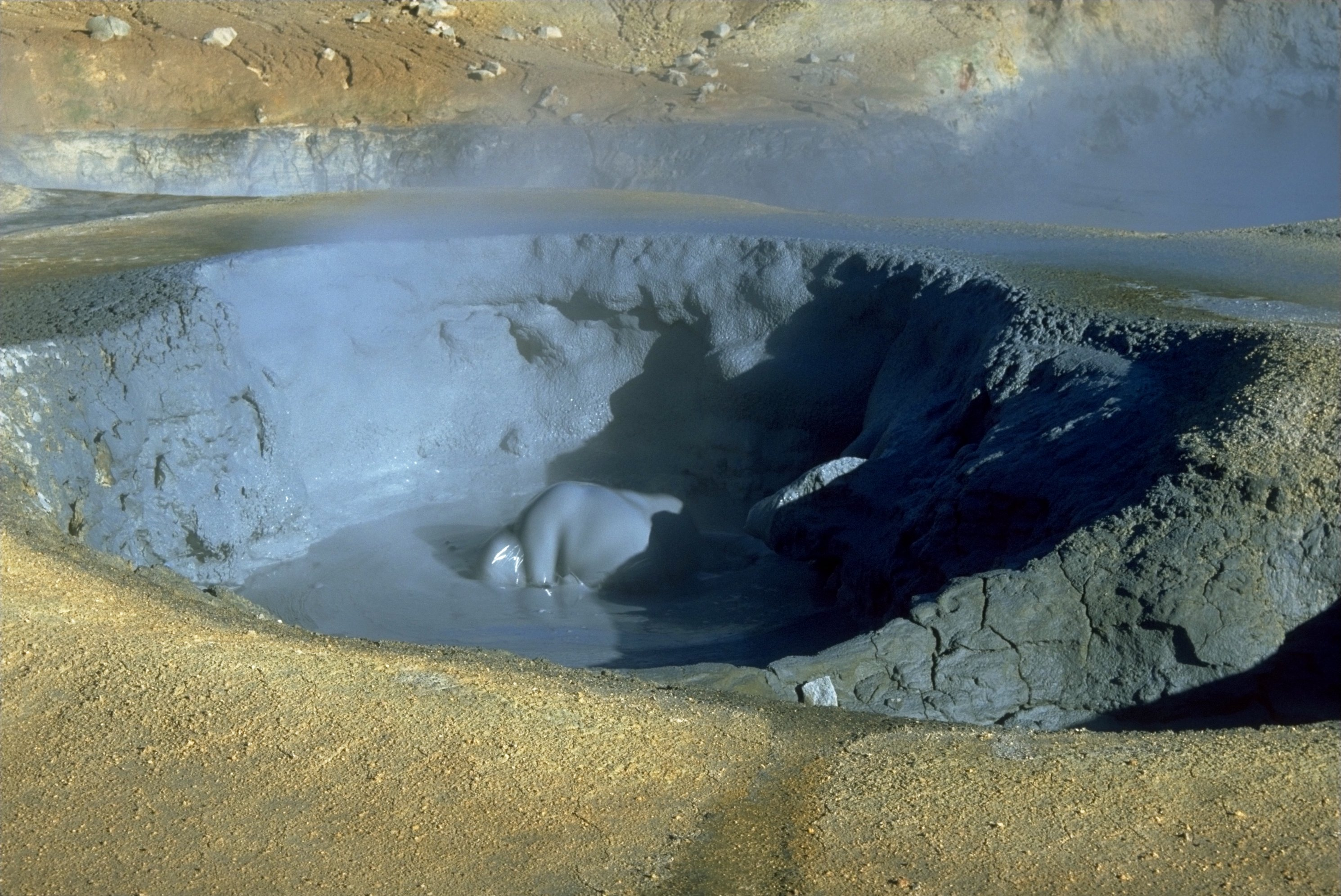
Schlammtopf

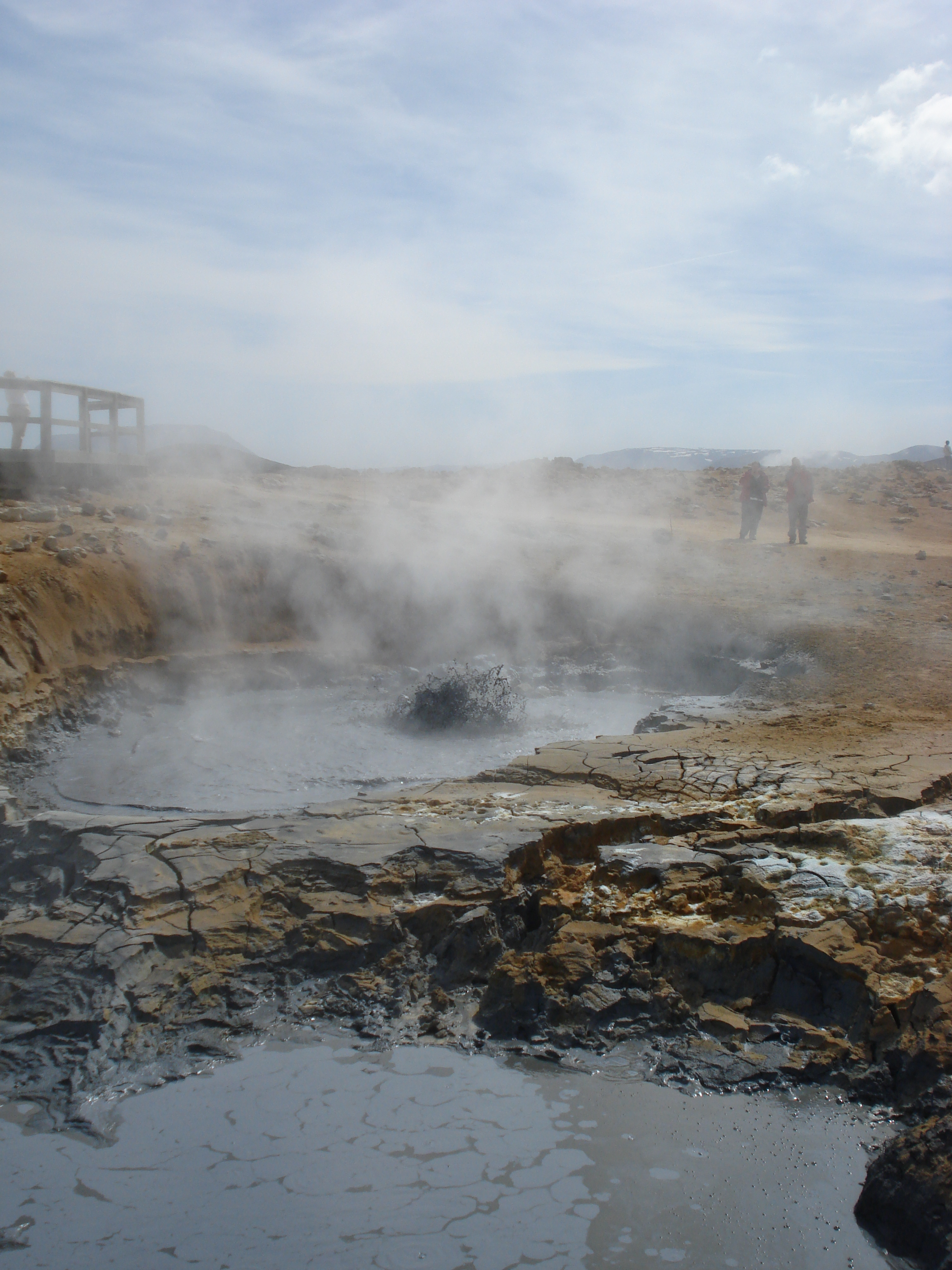
Solfataren bei Hverarönd

Der Pass Námaskarð (isl. náma „Mine“, skarð „Pass“) befindet sich im Norden von Island am See Mývatn. Er schneidet in den Berg Námafjall ein und ist 410 m hoch.

## Name
Der Name stammt von der Schwefelgewinnung, die hier bis Mitte des 19. Jahrhunderts erfolgte. Der Schwefel wurde von Húsavík aus verschifft.

## Straßenverbindung
Der Námaskarð ist ausgebaut und asphaltiert. Die Ringstraße  führt über ihn hinweg, denn er liegt auf dem Weg zwischen dem Mývatn und Egilsstaðir, etwa 5 km von Reykjahlíð entfernt.
Von den von Reykjahlíð auf die Passhöhe führenden Serpentinen (etwa 100 m) kann man den Mývatn überblicken und erkennt die vulkanisch noch aktiven und dampfenden Kraterreihen der „Jarðbaðshólar“. Dahinter dampft die Lagune „Jarðböðin“.

## Hochtemperaturgebiet Hverarönd
Auf der Ostseite die Passstraße passiert man auf dem Weg nach Egilsstaðir zuerst durch das Lavafeld Búrfellshraun und danach die Einöde Mývatnsöræfi.
Rechts unterhalb des Berges Námafjall jedoch befindet sich ein aktives und sich ständig veränderndes Feld heißer Quellen namens „Hverarönd“ (auch „Hverir“), manchmal auch ebenfalls wie die Passhöhe „Námaskarð“ genannt. Es ist wie der Berg und die anderen Erscheinungen aktiven Vulkanismus der Gegend Teil des Krafla-Vulkansystems.
Das Gebiet zeichnet sich durch eine Vielzahl unterschiedlicher Thermalquellen, kochender Schlammtümpel und Schlammtöpfe, sowie Fumarolen und Solfataren aus. Etwa acht Kilometer nördlich befindet sich der Zentralvulkan Krafla.